# Palaiseul
Palaiseul település Franciaországban, Haute-Marne megyében. Lakosainak száma 51 fő (2022. január 1.). Palaiseul Heuilley-le-Grand, Le Pailly és Violot községekkel határos.

## Népesség
A település népességének változása:
| Lakosok száma | 69   | 60   | 59   | 58   | 58   | 59   | 57   | 55   | 52   | 51   |
|               | 1968 | 1999 | 2011 | 2013 | 2015 | 2017 | 2018 | 2019 | 2021 | 2022 |